# 完永祥
完永祥，中华人民共和国政治人物、外交官。
1987年，接替韦东，担任中华人民共和国驻摩洛哥大使。1993年，由安国政接任。